# Dicrodon holmbergi
Dicrodon holmbergi là một loài thằn lằn trong họ Teiidae. Loài này được Schmidt mô tả khoa học đầu tiên năm 1957.